# Lijst van Chevrolet-modellen
Dit is een lijst van modellen van het Amerikaanse automerk Chevrolet.

## Huidige modellen
| Naam                                     | Afbeelding   | Jaren                                 | Landen                                             |              |              |
| Bestelwagens                             | Bestelwagens | Bestelwagens                          | Bestelwagens                                       | Bestelwagens | Bestelwagens |
| ---------------------------------------- | ------------ | ------------------------------------- | -------------------------------------------------- | ------------ | ------------ |
| Chevrolet Express                        |              | 1995-heden                            | Noord-Amerika                                      |              |              |
| Chevrolet N300                           |              | 2008-heden                            | Latijns-Amerika                                    |              |              |
| Chevrolet N400                           |              | 2019-heden                            | Latijns-Amerika                                    |              |              |
| Cross-overs                              |              |                                       |                                                    |              |              |
| Chevrolet Blazer                         |              | 2018-heden                            | Noord-Amerika, Azië                                |              |              |
| Chevrolet Blazer EV                      |              | vanaf 2024                            | Noord-Amerika, Mexico, Azië                        |              |              |
| Chevrolet Bolt EUV                       |              | 2021-heden                            | Noord-Amerika, Mexico                              |              |              |
| Chevrolet Captiva                        |              | 2006-heden                            | Azië, Latijns-Amerika                              |              |              |
| Chevrolet Equinox                        |              | 2004-heden                            | Noord-Amerika, China                               |              |              |
| Chevrolet Equinox EV                     |              | vanaf 2024                            | Noord-Amerika                                      |              |              |
| Chevrolet Groove                         |              | 2017-heden                            | Azië, Latijns-Amerika                              |              |              |
| Chevrolet Tracker                        |              | 2020-heden                            | Azië, Latijns-Amerika                              |              |              |
| Chevrolet Trailblazer (cross-over)       |              | 2019-heden                            | Azië, Noord-Amerika                                |              |              |
| Chevrolet Traverse                       |              | 2007-heden                            | Noord-Amerika                                      |              |              |
| Chevrolet Trax/Seeker                    |              | 2013-heden                            | Azië, Noord-Amerika                                |              |              |
| Hatchbacks                               |              |                                       |                                                    |              |              |
| Chevrolet Bolt EUV                       |              | 2017-heden                            | Azië, Noord-Amerika                                |              |              |
| Chevrolet Cruze                          |              | 2008-heden                            | Latijns-Amerika, voorheen wereldwijd               |              |              |
| Chevrolet Aveo                           |              | 2002-2011 (2002-heden in Oezbekistan) | Oezbekistan (onder licentie)                       |              |              |
| Chevrolet Menlo                          |              | 2020-heden                            | China                                              |              |              |
| Chevrolet Onix                           |              | 2012-heden                            | Latijns-Amerika, Oezbekistan                       |              |              |
| Chevrolet Spark                          |              | 2002-2022 (2003-heden in Oezbekistan) | Oezbekistan (onder licentie) (tot 2022 wereldwijd) |              |              |
| MPV's                                    |              |                                       |                                                    |              |              |
| Chevrolet Orlando                        |              | 2010-heden                            | China, voorheen wereldwijd                         |              |              |
| Chevrolet Spin                           |              | 2012-heden                            | Latijns-Amerika                                    |              |              |
| Pick-ups                                 |              |                                       |                                                    |              |              |
| Chevrolet Colorado                       |              | 2003-heden                            | Noord-Amerika                                      |              |              |
| Chevrolet Colorado S10                   |              | 2017-heden                            | Azië, Latijns-Amerika                              |              |              |
| Chevrolet Montana                        |              | 2003-heden                            | Latijns-Amerika                                    |              |              |
| Chevrolet S-10 Max                       |              | 2021-heden                            | Latijns-Amerika                                    |              |              |
| Chevrolet Silverado                      |              | 1998-heden                            | Noord-Amerika                                      |              |              |
| Chevrolet Silverado EV                   |              | Vanaf 2023                            | Noord-Amerika                                      |              |              |
| Sedans                                   |              |                                       |                                                    |              |              |
| Chevrolet Cobalt                         |              | 2004-2020 (2013-heden in Oezbekistan) | Oezbekistan (onder licentie)                       |              |              |
| Chevrolet Cruze                          |              | 2008-heden                            | Latijns-Amerika, voorheen wereldwijd               |              |              |
| Chevrolet Lacetti                        |              | 2002-2011 (2003-heden in Oezbekistan) | Oezbekistan (onder licentie)                       |              |              |
| Chevrolet Malibu                         |              | 1978-heden                            | China, Noord-Amerika, Zuid-Korea                   |              |              |
| Chevrolet Monza                          |              | 2019-heden                            | China, Mexico                                      |              |              |
| Chevrolet Onix                           |              | 2012-heden                            | China, Latijns-Amerika                             |              |              |
| Chevrolet Optra                          |              | 2003-heden                            | Egypte                                             |              |              |
| Chevrolet Sail                           |              | 2005-heden                            | China, Mexico                                      |              |              |
| Sportwagens                              |              |                                       |                                                    |              |              |
| Chevrolet Camaro                         |              | 1966-2024                             | Noord-Amerika                                      |              |              |
| Chevrolet Corvette                       |              | 1953-heden                            | Wereldwijd                                         |              |              |
| SUV's                                    |              |                                       |                                                    |              |              |
| Chevrolet Suburban                       |              | 1935-heden                            | Noord-Amerika                                      |              |              |
| Chevrolet Tahoe                          |              | 1995-heden                            | Noord-Amerika                                      |              |              |
| Chevrolet Trailblazer (SUV)              |              | 2001-heden                            | Latijns-Amerika                                    |              |              |
| Zware bedrijfswagens                     |              |                                       |                                                    |              |              |
| Chevrolet LCF 6500-7500XD                |              | 2016-heden                            | Noord-Amerika, Latijns-Amerika                     |              |              |
| Chevrolet LCF 3500–5500                  |              | 2011-heden                            | Noord-Amerika, Latijns-Amerika                     |              |              |
| Chevrolet Silverado 4500HD-5500HD-6500HD |              | 2018-heden                            | Noord-Amerika                                      |              |              |

## Voormalige modellen
| Naam                                  | Afbeelding | Jaren      | Uitvoeringen                                         | Landen                              |
| ------------------------------------- | ---------- | ---------- | ---------------------------------------------------- | ----------------------------------- |
| Chevrolet C Classic Six               |            | 1911-1914  | Toerwagen                                            | Noord-Amerika                       |
| Chevrolet Light Six                   |            | 1914-1915  | Toerwagens                                           | Noord-Amerika                       |
| Chevrolet H-serie                     |            | 1914-1916  | Roadster Toerwagens                                  | Noord-Amerika                       |
| Chevrolet 490-serie                   |            | 1915-1922  | Coupé Roadster Sedan Toerwagens Truck                | Noord-Amerika                       |
| Chevrolet F-serie                     |            | 1917-1917  | Roadster Toerwagens                                  | Noord-Amerika                       |
| Chevrolet D-serie                     |            | 1917-1918  | Roadster Toerwagens                                  | Noord-Amerika                       |
| Chevrolet FA-serie                    |            | 1917-1918  | Coupé Roadster Sedan Toerwagens                      | Noord-Amerika                       |
| Chevrolet FB-serie                    |            | 1919-1922  | Coupé Roadster Sedan Toerwagens                      | Noord-Amerika                       |
| Chevrolet Superior                    |            | 1923-1926  | Coupé Roadster Sedan Toerwagens                      | Noord-Amerika                       |
| Chevrolet M Copper Cooled             |            | 1923-1923  | Coupé                                                | Noord-Amerika                       |
| Chevrolet AA Capitol                  |            | 1927-1927  | Coupé Roadster Sedan Toerwagens                      | Wereldwijd                          |
| Chevrolet AB National                 |            | 1928-1928  | Coupé Roadster Sedan Toerwagens                      | Wereldwijd                          |
| Chevrolet AC International            |            | 1929-1929  | Coupé Roadster Sedan Toerwagens                      | Wereldwijd                          |
| Chevrolet AK-serie                    |            | 1941-1947  | Autobus Coupé Pick-up Panel Truck SUV                | Wereldwijd                          |
| Chevrolet Advance Design              |            | 1947-1955  | Pick-up Panel Truck SUV                              | Noord-Amerika                       |
| Chevrolet Bel Air                     |            | 1950-1981  | Cabriolet Hardtop Sedan Stationwagen                 | Noord-Amerika                       |
| Chevrolet 150                         |            | 1953-1957  | Coupé Sedan Stationwagen                             | Noord-Amerika                       |
| Chevrolet 210                         |            | 1953-1957  | Cabriolet Coupé Hardtop Sedan Stationwagen           | Noord-Amerika                       |
| Chevrolet Townsman                    |            | 1953-1972  | Stationwagen                                         | Noord-Amerika                       |
| Chevrolet Nomad                       |            | 1955-1972  | Stationwagen                                         | Noord-Amerika                       |
| Chevrolet Task Force                  |            | 1955-1959  | Pick-up                                              | Noord-Amerika                       |
| Chevrolet Biscayne                    |            | 1958-1975  | Sedan Stationwagen                                   | Noord-Amerika                       |
| Chevrolet Brookwood                   |            | 1958-19722 | Stationwagen                                         | Noord-Amerika                       |
| Chevrolet Impala                      |            | 1958-2020  | Cabriolet Coupé Hardtop Sedan Stationwagen           | Noord-Amerika Venezuela             |
| Chevrolet El Camino                   |            | 1959-1987  | Pick-up                                              | Noord-Amerika Mexico                |
| Chevrolet Kingswood                   |            | 1959-1972  | Stationwagen                                         | Noord-Amerika                       |
| Chevrolet CK-serie                    |            | 1959-2002  | Pick-up                                              | Noord-Amerika Latijns-Amerika       |
| Chevrolet Corvair                     |            | 1960-1969  | Coupé Cabriolet Sedan Stationwagen                   | Wereldwijd                          |
| Chevrolet Greenbrier                  |            | 1961-1972  | Bestelwagen Stationwagen                             | Noord-Amerika                       |
| Chevrolet Nova                        |            | 1962-1988  | Coupé Cabriolet Hatchback Hardtop Sedan Stationwagen | Wereldwijd                          |
| Chevrolet 400                         |            | 1962-1974  | Sedan                                                | Argentinië                          |
| Chevrolet Chevelle                    |            | 1963-1977  | Coupe Coupé Utility Cabriolet Sedan Stationwagen     | Wereldwijd                          |
| Chevrolet Van                         |            | 1964-1995  | Bedrijfswagen Personenbus                            | Noord-Amerika                       |
| Chevrolet Caprice                     |            | 1965-2017  | Coupé Cabriolet Hardtop Sedan Stationwagen           | Noord-Amerika Midden-Oosten Oceanië |
| Chevrolet B-serie                     |            | 1966-2003  | Autobus                                              | Noord-Amerika                       |
| Chevrolet El Torro                    |            | 1968-1984  | Coupé Panel Truck Sedan Stationwagen                 | Australië                           |
| Chevrolet K5 Blazer                   |            | 1969-1994  | SUV                                                  | Noord-Amerika                       |
| Chevrolet Kingswood Estate            |            | 1969-1972  | Stationwagen                                         | Noord-Amerika                       |
| Chevrolet Monte Carlo                 |            | 1969-2007  | Coupé                                                | Noord-Amerika                       |
| Chevrolet Vega                        |            | 1971-1977  | Notchback Hatchback Sedan Stationwagen Panel Truck   | Noord-Amerika                       |
| Chevrolet 350/Caprice/De Ville        |            | 1971-1984  | Sedan                                                | Australië                           |
| Chevrolet LUV                         |            | 1972-2005  | Pick-up                                              | Chili, Noord-Amerika                |
| Chevrolet Chevelle Laguna             |            | 1972-1977  | Coupé Sedan Stationwagen                             | Noord-Amerika                       |
| Chevrolet 1700                        |            | 1972-1978  | Sedan                                                | Zuid-Korea                          |
| Chevrolet 3800/4100                   |            | 1972-1978  | Coupé Sedan                                          | Iran Zuid-Afrika                    |
| Chevrolet 2500                        |            | 1973-1978  | Sedan                                                | Iran                                |
| Chevrolet Chevair                     |            | 1975-1981  | Cabriolet Sedan                                      | Zuid-Afrika                         |
| Chevrolet Chevette                    |            | 1976-1987  | Coupé Utility Hatchback Sedan Stationwagen           | Noord-Amerika Zuid-Amerika          |
| Chevrolet Monza                       |            | 1975-2004  | Coupé Hatchback Sedan Stationwagen                   | Noord-Amerika Zuid-Amerika          |
| Chevrolet Bison                       |            | 1977-1987  | Vrachtwagen                                          | Noord-Amerika                       |
| Chevrolet Bruin                       |            | 1978-1989  | Vrachtwagen                                          | Noord-Amerika                       |
| Chevrolet Rekord                      |            | 1978-1986  | Sedan Stationwagen Panel Truck                       | Zuid-Afrika                         |
| Chevrolet Senator                     |            | 1978-1982  | Sedan                                                | Zuid-Afrika                         |
| Chevrolet Citation                    |            | 1979-1985  | Hatchback Notchback                                  | Noord-Amerika                       |
| Chevrolet Kodiak                      |            | 1980-2009  | Middelzware vrachtwagen Autobus Pick-up              | Noord-Amerika                       |
| Chevrolet Trafic                      |            | 1980-2002  | Bedrijfswagen                                        | Brazilië                            |
| Chevrolet Celebrity                   |            | 1981-1990  | Coupé Sedan Stationwagen                             | Noord-Amerika Venezuela             |
| Chevrolet Cavalier                    |            | 1981-2021  | Cabriolet Coupé Sedan Stationwagen                   | Noord-Amerika Mexico China          |
| Chevrolet Monza                       |            | 1981-1988  | Sedan                                                | Zuid-Amerika                        |
| Chevrolet Trooper                     |            | 1981-1991  | SUV                                                  | Indonesië                           |
| Chevrolet Samurai                     |            | 1981-2022  | Terreinwagen                                         | Colombia                            |
| Chevrolet S-10                        |            | 1982-2004  | Pick-up                                              | Brazilië China Noord-Amerika        |
| Chevrolet Aska                        |            | 1984-1989  | Sedan                                                | Chili                               |
| Chevrolet Kadett/Ipanema              |            | 1984-1998  | Sedan                                                | Brazilië                            |
| Chevrolet CMV / Damas                 |            | 1985-2019  | Bedrijfswagen                                        | Centraal Amerika Oezbekistan        |
| Chevrolet Astro                       |            | 1985-2005  | Bedrijfswagen Personenbus                            | Noord-Amerika                       |
| Chevrolet Gemini/Spectrum             |            | 1985-1990  | Coupé Hatchback Sedan                                | Noord-Amerika                       |
| Chevrolet Sprint                      |            | 1985-2001  | Hatchback Sedan                                      | Noord-Amerika                       |
| Chevrolet Corsica                     |            | 1986-1996  | Hatchback Sedan                                      | Noord-Amerika                       |
| Chevrolet Omega/Lumina                |            | 1986-2004  | Sedan Stationwagen                                   | Filipijnen Zuid-Amerika             |
| Chevrolet Beretta                     |            | 1987-1996  | Coupé                                                | Noord-Amerika                       |
| Chevrolet GMT400                      |            | 1987-2000  | Pick-up                                              | Noord-Amerika                       |
| Chevrolet Tracker                     |            | 1988-2016  | Terreinwagen                                         | Noord-Amerika Zuid-Amerika          |
| Chevrolet Lumina APV                  |            | 1989-1996  | Minivan                                              | Noord-Amerika                       |
| Chevrolet Tracker                     |            | 1988-2016  | SUV                                                  | Noord-Amerika Zuid-Amerika          |
| Chevrolet Lumina                      |            | 1989-2001  | Coupé Sedan                                          | Noord-Amerika Zuid-Amerika          |
| Chevrolet Omega                       |            | 1992-2011  | Sedan                                                | Brazilië                            |
| Chevrolet Combo                       |            | 1993-2012  | Compacte bestelwagen                                 | Chili                               |
| Chevrolet Corsa/Classic               |            | 1993-2016  | Hatchback                                            | Zuid-Amerika                        |
| Chevrolet Vectra                      |            | 1993-2005  | Hatchback Sedan Stationwagen                         | Brazilië                            |
| Chevrolet Astra                       |            | 1993-2011  | Coupé Cabriolet Hatchback Sedan Stationwagen         | Brazilië                            |
| Chevrolet Tigra                       |            | 1994-2000  | TwinTop                                              | Brazilië Mexico                     |
| Chevrolet C/E-serie                   |            | 1994-2016  | Vrachtwagen                                          | Noord-Amerika                       |
| Chevrolet Venture                     |            | 1996-2005  | Minivan                                              | Noord-Amerika                       |
| Chevrolet Nexia                       |            | 1996-2016  | Hatchback Sedan                                      | Oezbekistan                         |
| Chevrolet Metro                       |            | 1998-2001  | Hatchback Sedan                                      | Verenigde Staten                    |
| Chevrolet Prizm                       |            | 1998-2002  | Hatchback Sedan                                      | Verenigde Staten                    |
| Chevrolet Alto                        |            | 1999-2003  | Hatchback                                            | Colombia                            |
| Chevrolet Alero                       |            | 1999-2001  | Coupé Sedan                                          | Europa Israël                       |
| Chevrolet Wagon R+ / MW               |            | 1999-2010  | Mini MPV                                             | Colombia Japan                      |
| Chevrolet Nabira                      |            | 2000-2014  | MPV                                                  | Filipijnen                          |
| Chevrolet Epica/Evanda                |            | 2000-2006  | Sedan                                                | Canada                              |
| Chevrolet Vivant/Chevrolet Tacuma     |            | 2000-2011  | MPV                                                  | Europa Zuid-Amerika Zuid-Afrika     |
| Chevrolet Tavera                      |            | 2001-2016  | MPV                                                  | Indonesië India                     |
| Chevrolet Avalanche                   |            | 2001-2013  | Pick-up                                              | Noord-Amerika                       |
| Chevrolet Aveo/Sonic/Kalos/Spark      |            | 2002-2020  | Hatchback Sedan                                      | Wereldwijd                          |
| Chevrolet Estate/Lacetti/Nubira/Optra |            | 2002-2009  | Hatchback Sedan Stationwagen                         | Europa                              |
| Chevrolet Forester                    |            | 2002-2008  | SUV                                                  | India                               |
| Chevrolet SSR                         |            | 2003-2006  | Pick-up                                              | Noord-Amerika                       |
| Chevrolet Meriva                      |            | 2003-2013  | MPV                                                  | Zuid-Amerika                        |
| Chevrolet Niva                        |            | 2003-2020  | Cross-over                                           | Rusland                             |
| Chevrolet Uplander                    |            | 2004-2008  | Minivan                                              | Noord-Amerika                       |
| Chevrolet HHR                         |            | 2005-2011  | Stationwagen Panel van                               | Noord-Amerika                       |
| Chevrolet Cobalt                      |            | 2005-2010  | Coupé Sedan                                          | Noord-Amerika                       |
| Chevrolet Lanos                       |            | 2005-2008  | Hatchback Sedan                                      | Egypte Rusland                      |
| Chevrolet Epica                       |            | 2006-2015  | Sedan                                                | China Europa Zuid-Korea             |
| Chevrolet Captiva Sport               |            | 2006-2009  | SUV                                                  | Verenigde Staten                    |
| Chevrolet Cruze                       |            | 2008-2019  | Hatchback Sedan                                      | Azië Noord-Amerika Zuid-Amerika     |
| Chevrolet Agile                       |            | 2009-2016  | Hatchback                                            | Brazilië                            |
| Chevrolet Spark                       |            | 2009-2020  | Hatchback                                            | Wereldwijd                          |
| Chevrolet Volt                        |            | 2010-2019  | Liftback                                             | Wereldwijd                          |
| Chevrolet Enjoy                       |            | 2013-2017  | MPV                                                  | India                               |
| Chevrolet SS                          |            | 2013-2017  | Sedan                                                | Verenigde Staten                    |
| Chevrolet City Express                |            | 2014-2018  | Bedrijfswagen Personenbus                            | Verenigde Staten                    |